# Тиллит
Тиллит — минерал, сульфид олова и свинца, изоструктурен с герценбергитом, с которым образует непрерывный ряд твёрдых растворов. Кристаллическая решётка аналогична решётке герценбергита. Впервые найден в руде из шахты серебряных рудников Санта-Роза, Боливия, и описан в 1904 году. Под п. тр. не плавится, но выделяется SO2. Легко растворим в концентрированных HCI и HNO
Год открытия минерала — 1904.
В гидротермальных Ag-Sn и сульфидно-касситеритовых месторождениях малых глубин. Известен в кварце и среди карбонатных агрегатов вулканогенных гидротермальных сульфидно-касситеритовых месторождений в ассоциациях с вюртцитом, сфалеритом, галенитом, пиритом, касситеритом, франкеитом, буланжеритом. В России известен в оловорудных месторождениях Приморского края и Забайкалья (Смирновское м-ние). В значительных массах был обнаружен в оловорудных месторождениях Боливии: Санта Роза, Эль Сальвадор, Поопо, Оруро и других в ассоциации с вюртцитом, касситеритом, галенитом, сфалеритом, пиритом и с другими минералами. При эндогенных окислительных процессах распадается на смесь PbS и SnO2. При выветривании превращается в порошковатую массу SnO2.
Цвет минерала серебристо-серый, свинцово-серый переходящий в железно-серый; с поверхности тусклый или с радужной побежалостью.